# Meighen Island
Meighen Island är en ö i Kanada.   Den ligger i territoriet Nunavut, i den norra delen av landet, 4 000 km norr om huvudstaden Ottawa. Arean är 955 kvadratkilometer.
Terrängen på Meighen Island är platt. Öns högsta punkt är 265 meter över havet. Den sträcker sig 53,6 kilometer i nord-sydlig riktning, och 29,7 kilometer i öst-västlig riktning.
Trakten runt Meighen Island är permanent täckt av is och snö.